# Andreas Schütze
Andreas Schütze (* 7. März 1963 in Stuttgart) ist ein deutscher Verwaltungsjurist. Er war von 2019 bis 2021 Amtschef im Ministerium für Inneres, Digitalisierung und Migration Baden-Württemberg.

## Leben

### Ausbildung
Schütze absolvierte das Abitur am Wirtschaftsgymnasium Leonberg und schloss zudem eine ergänzende Abschlussprüfung für Industriekaufleute an der Kaufmännischen Berufsschule Leonberg ab. Er studierte Rechtswissenschaften an den Universitäten Tübingen und Frankfurt am Main. Im Sommersemester 1986 wurde er Mitglied der Landsmannschaft Ulmia Tübingen. Das Erste Juristische Staatsexamen legte er in Tübingen ab und war Rechtsreferendar beim Landgericht Stuttgart. Er durchlief Stationen beim Amtsgericht Ludwigsburg, der Staatsanwaltschaft Stuttgart, beim Bürgermeisteramt Ditzingen, bei der Verwaltung des Landtages von Baden-Württemberg. Das Zweite Juristische Staatsexamen legte er in Stuttgart ab.

### Beruflicher Werdegang
Andreas Schütze wurde zunächst als Rechtsanwalt beim Landgericht Stuttgart zugelassen und trat in eine Rechtsanwaltskanzlei in Gerlingen ein.
Im März 1997 wurde er zum Ersten Beigeordneten der Stadt Gerlingen gewählt und leitete das Dezernat II mit der Zuständigkeit für die Stadtkämmerei, das Amt für Soziale Dienste und Einrichtungen und das Amt für öffentliche Sicherung und Ordnung. Es folgte im Oktober 2000 die Wahl zum Ersten Bürgermeister der Großen Kreisstadt Sindelfingen. Dort war er allgemeiner Stellvertreter des Oberbürgermeisters und Gemeindefachbeamter für das Finanzwesen und Leiter des Dezernates II mit der Zuständigkeit für das Amt für Finanzen und Beteiligungen, das Ordnungs- und Standesamt, das Kultur- und Schulamt, das Sport- und Bäderamt und das Städtische Klinikum Sindelfingen.
Er wurde zudem im Dezember 2003 zum Bürgermeister der Stadt Pforzheim und im Februar 2004 als Nachfolger des verstorbenen Matthias Wittwer zum Ersten Bürgermeister von Pforzheim gewählt. Als dieser war er allgemeiner Stellvertreter der Oberbürgermeisterin und Leiter des Dezernates IV mit der Zuständigkeit für das Amt für öffentliche Ordnung, die Feuerwehr, das Bäderamt, den Eigenbetrieb Stadtentwässerung, die Städtischen Verkehrsbetriebe, die Stadtwerke Pforzheim und das Klinikum Pforzheim. Des Weiteren wurde er Vorsitzender des Ausschusses für öffentliche Einrichtungen, Vorsitzender des Werkeausschusses, Vorsitzender des Krankenhausausschusses, Aufsichtsratsvorsitzender der Stadtwerke Pforzheim GmbH & Co. KG., Aufsichtsratsvorsitzender der Heizkraftwerk Pforzheim GmbH und Mitglied des Beirates der Thüga AG sowie des Landesvorstandes der Kommunalpolitischen Vereinigung. Im Amt des Ersten Bürgermeisters folgte ihm 2008 Roger Heidt nach.
Zum 1. Juni 2008 wechselte Andreas Schütze als Ministerialdirektor und Amtschef zur Vertretung des Landes Baden-Württemberg beim Bund in Berlin. Anschließend übernahm er zum 1. Oktober 2010 als Ministerialdirigent die Leitung der Zentralabteilung und zum 1. September 2012 die Grundsatzabteilung im Ministerium für Wissenschaft, Forschung und Kunst Baden-Württemberg. Im April 2015 wurde er Leiter der Sozialabteilung im Ministerium für Arbeit und Sozialordnung, Familie, Frauen und Senioren Baden-Württemberg. Es erfolgte zum 4. Oktober 2016 ein erneuter Wechsel, diesmal als Leiter der Abteilung für Migration im Ministerium für Inneres, Digitalisierung und Migration Baden-Württemberg. Im selben Ministerium wurde Schütze bei Schaffung der neuen Abteilung für Digitalisierung die Abteilungsleitung zum 1. August 2018 anvertraut.
Zum 9. Juli 2019 wurde er als Ministerialdirigent zum Amtschef unter Minister Thomas Strobl (CDU) im Ministerium für Inneres, Digitalisierung und Migration Baden-Württemberg ernannt. Er folgte als Amtschef auf Staatssekretär Julian Würtenberger, welcher aus privaten und gesundheitlichen Gründen in den einstweiligen Ruhestand versetzt worden war. Staatssekretär Würtenberger nahm seine damalige Position wieder auf und löste Schütze damit zum 12. Mai 2021 als Amtschef im Ministerium ab. Schütze übernahm als Ministerialdirigent stattdessen die Leitung der Abteilung für Kultur und Geschichte der Deutschen im östlichen Europa, Verfassungsschutz, Glücksspielrecht, Staatsangehörigkeitsrecht im selben Ministerium. Seit dem 23. August 2022 leitet er die Zentralabteilung des Innenministeriums.

### Persönliches
Er ist verheiratet und hat drei Kinder.